# Małgorzata Tlałka-Mogore
Małgorzata Tlałka-Mogore, née le 27 avril 1963 à Zakopane, est une skieuse alpine franco-polonaise.
Elle est la sœur de la skieuse alpine Dorota Tlałka-Mogore et la fille de Jan Tlałka, champion polonais de patinage de vitesse.
Elle a couru pour la Pologne jusqu'en 1985, puis s'est mariée avec le coureur cycliste Christophe Mogore et a couru pour la France à compter de juin 1986 sous le nom de Małgorzata Tlalka-Mogore.

## Résultats

### Jeux olympiques
- Jeux olympiques de 1984 (pour la Pologne)
  - 9e en slalom
- Jeux olympiques de 1988 (pour la France)
  - 19e en slalom géant

### Championnats du monde
- Championnats du monde 1982 (pour la Pologne)
  - 9e en combiné
- Championnats du monde 1985 (pour la Pologne)
  - 7e en slalom
- Championnats du monde 1987 (pour la France)
  - 6e en slalom
  - 7e en slalom géant

### Coupe du monde
- Meilleur résultat au classement général : 22e en 1983 et en 1986
  - 8 podiums